# Kei Mikuriya
Kei Mikuriya (御厨 景 Mikuriya Kei?,  nacido el 29 de agosto de 1977 en Chiba) es un exfutbolista japonés. Jugaba de defensa y su último club fue el Vegalta Sendai de Japón.

## Trayectoria

### Clubes
| Club             | País  | Año         |
| ---------------- | ----- | ----------- |
| Yokohama Marinos | Japón | 1996 - 1997 |
| Vegalta Sendai   | Japón | 1998 - 2000 |